# AN/SSQ-77
AN/SSQ-77 — американский пассивный ненаправленный гидроакустический буй системы «Jezebel». Предназначен для сброса с самолётов и вертолётов.
Производители —	Sparton, Magnavox. Принят на вооружение в 1964 году. Модификация SSQ-41B производилась в 1975—1982 годах.

## Тактико-технические характеристики
- Частотный диапазон — 10 Гц ... 20 кГц[1]
- Глубина погружения гидрофона — 18 ... 300 м
- Длительность функционирования — 1, 3 или 8 часов
- Частота передатчика — 31 фиксированная частота в диапазоне 163–173 МГц
- Мощность передатчика — 1 Вт